# Omastiná
Omastiná este o comună slovacă, aflată în districtul Bánovce nad Bebravou din regiunea Trenčín. Localitatea se află la altitudinea de 334 m deasupra n.m., se întinde pe o suprafață de 12,45 km2 și în 2017 număra 37 de locuitori.

## Istoric
Localitatea Omastiná este atestată documentar din 1389.

## Demografie
| An:                | 1994 | 2004    | 2014   | 2024   |
| ------------------ | ---- | ------- | ------ | ------ |
| Număr de persoane: | 80   | 43      | 39     | 42     |
| Diferență:         |      | −46,25% | −9,30% | +7,69% |

| An:                | 2023 | 2024   |
| ------------------ | ---- | ------ |
| Număr de persoane: | 41   | 42     |
| Diferență:         |      | +2,43% |